# Soubré
Soubré es un departamento de la región de Nawa, Costa de Marfil. En mayo de 2014 tenía una población censada de 464 554 habitantes.
Se encuentra ubicado al suroeste del país, cerca del río Sassandra y de la frontera con Liberia.